# Древлеправославная церковь Украины
Древлеправосла́вная це́рковь Украи́ны (сокращённо ДЦУ) — административно и хозяйственно самостоятельная религиозная организация древлеправославных христиан (староверов), приемлющих Белокриницкую иерархию на территории Украины. Канонически состоит в евхаристическом общении с Белокриницкой и Московской митрополиями. После полномасштабного вторжения Российской Федерации 24 февраля 2022 года общение с Московской митрополией прервано.

## История
Территория Украины была одним из основных направлений колонизационных стремлений староверов со второй половине XVII века. В это время были заселены Стародубье, Подол, Южная Бессарабия, Слобожанщина и Буковина. Массовые переселения староверов на Украину продолжались на протяжении всего XVIII века, а в 1770-е годы они затронули Киевщину, центральную и южную части Украины. В середине XIX века в Киеве более половины купцов первой гильдии были староверами.
На территории Украины с момента поселения и до 1917 года в разное время существовали свыше сорока древлеправославных монастырей и скитов, среди которых особое положение занимают Белокриницкие и Куренёвские монастыри. Куренёвский Никольский мужской монастырь стал резиденцией одного из первых древлеправославных епископов — епископа Балтского Варлаама. В Куренёвском монастыре похоронены свыше 500 иноков, в том числе 146 схимников, 36 священноиноков и священников, а также несколько епископов.
24 августа 1901 года была учреждена Киевская и Балтская епархия.
Канонически общины, расположенные на современной территории Украины, в основном, имели подчинение и входили в состав епархий Белокриницкой Митрополии. И уже в зависимости от прохождения границ между европейскими государствами и российской империей (СССР, РФ) происходила смена в их подчинении, либо Московской Архиепископии (после 1988 года — митрополии), либо Белокриницкой Митрополии. После Второй мировой войны (1939—1945 г.г.) общины на всей территории Украины окончательно были канонически подчинены Московской Архиепископии.
1 августа 1990 года на епархиальном совещании в Киеве было принято решение перенести епархиальный центр из Винницы в Киев и переименовать епархиальное управление из Киево-Винницкого и Одесского в епископию Киевскую и всея Украины.
21 октября 2015 года Освященный собор, рассмотрев «вопрос об окормлении христиан Крымского полуострова», констатировал, что «окормление этих территорий, как прежде, архиереем Киевской и всея Украины епархии стало практически невозможным» и поручил окормление территории Республики Крым митрополиту Московскому и всея Руси.
17—19 октября 2017 года Освященный собор РПСЦ утвердил за епархией статус архиепископии.
24 декабря 2018 года община РПСЦ в Черновцах заявила о выходе из юрисдикции митрополии РПСЦ и убрала из своего названия и устава какое-либо упоминание о России (настоятель общины иерей Леонтий Сергеев в январе 2018-го решением Совета РПСЦ под председательством митрополита Московского и всея Руси Корнилия был извержен из сана «за систематическую клевету на клириков» и неисполнение решения Совета митрополии, а 21 декабря решением Совета Украинской Архиепископии под председательством архиепископа Киевского и всея Украины Никодима (Ковалёва) — отлучён от церкви).
3 апреля 2022 года в связи с вторжением Российской Федерации на Украину, духовенство архиепископии Киевской и всея Украины осудило поддержку агрессии духовенством Московской митрополии и обратилось к предстоятелям Московской и Белокриницкой митрополий с просьбой о предоставлении архиепископии автокефалии.
1 ноября 2022 года Государственной службой Украины по этнополитике и свободе совести зарегистрирован самостоятельный религиозный центр и внесены соответствующие сведения в Единый государственный реестр о переименовании Управления Киевской и всея Украины епархии Русской Православной старообрядческой церкви на Древлеправославная церковь Украины.

## Правящие архиереи
- - епископ Измаильский Анастасий (Лебедев) (24 августа 1901 — 14 февраля 1906 в/у)
- епископ Киевский Ермоген (Перфилов) (23 июня 1907 — 22 февраля 1915)
  - епископ Новозыбковский Флавиан (Разуваев) (26 августа 1915 — 1922 в/у)
- Рафаил (Воропаев) (май 1922 — 8 октября 1937)
- епископ Киевский и Виницкий Вениамин (Агальцов) (11 августа 1946 — 28 июля 1950)
- епископ Киевский, Винницкий и Одесский Иринарх (Вологжанин) (1 июля 1956 — 19 октября 1973)
- епископ Киевский, Винницкий и Одесский Евтихий (Кузьмин) (1 июня 1975 — 28 января 1988)
- Иоанн (Витушкин) (22 марта 1988 — октябрь 1992)
- Саватий (Козко) (23 февраля 1993 — 8 июля 2016)
- Никодим (Ковалёв) (с 11 декабря 2016[12])

## Структура
- Кафедральный город — Киев
- Кафедральный храм: Успения Пресвятой Богородицы (г. Киев, ул. Почайнинская, 26)[13].
- Кафедральный собор: Успения Пресвятой Богородицы (с. Белая Криница, Черновицкая область).

Администрация церкви находится по адресу: г. Винница, ул. Брацлавская, д. 22,24.
Древлеправославная церковь Украины организационно делится на:
- Киевское благочиние, возглавляется иереем Сергием Малащенко;
- Подольское благочиние, возглавляется иереем Виктором Галкиным;
- Одесское благочиние, возглавляется протоиереем Сергием Столярчуком;
- Буковинское благочиние, возглавляется иереем Владимиром Светлогорским;
- Юго-восточное благочиние, возглавляется иереем Владимиром Дмитриевым.

## Современное состояние
По состоянию на 2022 год в Церкви:
- один архиерей, 32 священника и 15 диаконов;
- около 55 приходов;
- 3 монастыря: в селе Белая Криница Черновицкой области — один женский монастырь и один мужской монастырь; в селе Куренёвка Винницкой области — один мужской монастырь.

Количество прихожан по состоянию на 2022 год, по разным оценкам, оценивалось от 100 000 до 200 000 человек. Древлеправославные общины в основном находятся на территории Одесской, Винницкой, Хмельницкой и Черновицкой областей.